# Бен Бернанке
Бен Шалом Бернанке (енгл. Ben Shalom Bernanke; 13. децембар 1953) амерички је економиста који је обављао функцију председника Федералних резерви од 2006. до 2014. године. Током свог мандата Бернанке је надгледао одговор Федералних резерви на Светску финансијску кризу 2007, због чега је проглашен за Особу године часописа Time. Писао је о времену када је био председник Федералних резерви у својој књизи Courage to Act из 2015. године, у којој је открио да је светска економија била близу колапса 2007. и 2008. године. Био је професор на Универзитету Принстон где је од 1996. до 2002. био шеф катедре за економију. Добитник је Нобелове награде за економију 2022. године за истраживање банака и финансијских криза заједно са Дагласом Дајмондом и Филипом Дибвигом.